# Les Amitiés maléfiques
Pour plus de détails, voir Fiche technique et Distribution.
Les Amitiés maléfiques est un film français d'Emmanuel Bourdieu, sorti en 2006. Il fait partie de la sélection officielle de la Semaine internationale de la critique du festival de Cannes 2006 et a été récompensé par le Grand Prix. Malik Zidi a reçu en 2007 le César du meilleur espoir masculin pour son interprétation. Il a été produit par 4 A 4 Productions.

## Synopsis
Éloi et Alexandre, deux étudiants  en Lettres, se lient d'amitié avec André, étudiant  en dernière année, qui deviendra au fil du temps leur mentor, leur directeur de conscience. Jusqu'au jour où, à la suite d'une série de mensonges, André disparaît...

## Fiche technique
- Titre original : Les Amitiés maléfiques
- Réalisation : Emmanuel Bourdieu
- Scénario : Emmanuel Bourdieu, Marcia Romano
- Production : Mortazavi Mani, Yorick Le Saux, David Mathieu-Mahias
- Musique : Grégoire Hetzel
- Photographie : Yorick Le Saux
- Montage : Benoît Quinon
- Décors : Nicolas de Boiscuillé
- Budget : 900 000 euros (estimation)[1]
- Pays :  France
- Genre : drame
- Durée : 100 minutes
- Format : couleur - son Dolby SR / Digital DTS / Digital - 1,85:1 - 35mm
- Date de sortie :  France : 27 septembre 2006

## Distribution
- Malik Zidi : Eloi Duhaut
- Thibault Vinçon : André Morney
- Alexandre Steiger : Alexandre Pariente
- Thomas Blanchard : Edouard Franchon
- Dominique Blanc : Florence Duhaut
- Natacha Régnier : Marguerite
- Jacques Bonnaffé : le professeur Mortier
- Françoise Gillard : Suzanne
- Botum Dupuis : Alice
- Saliha Bourdieu : la femme du professeur Mortier
- Cécile Bouillot : la libraire
- Louis Salkind : le candidat
- Eugène Green : David Eckhart
- Geneviève Mnich : l'éditrice
- Grégory Quidel : le sous-officier
- Yves Arnaud : le colonel
- Chloé Perrier : la responsable des invitations
- Désirée Olmi : la patronne du restaurant
- Denis Podalydès : le cycliste dans Paris (non crédité)

## Distinctions
- Festival de Cannes 2006 : Grand Prix de la Semaine de la critique , prix SACD, Grand Rail d'or
- Césars 2007 : césar du meilleur espoir masculin pour Malik Zidi